# Lepidocolaptes affinis
El trepatroncos coronipunteado (en Panamá) (Lepidocolaptes affinis), también denominado trepador o trepatroncos cabecipunteado (en Nicaragua y Costa Rica), trepatroncos corona punteada (en México) o trepatroncos coronipunteado norteño (en caso de separación), es una especie de ave paseriforme de la familia Furnariidae, subfamilia Dendrocolaptinae, perteneciente al numeroso género Lepidocolaptes. Algunos autores sostienen que la presente se divide en más de una especie. Es nativa de América Central y México.

## Distribución y hábitat
Su área de distribución se extiende por toda América Central y México, desde el centro de la Sierra Madre Oriental, por Guatemala, El Salvador, Honduras, Nicaragua, Costa Rica, hasta el norte de Panamá.
Esta especie es considerada bastante común en sus hábitats naturales: los bosques húmedos de montaña tropicales con troncos cubiertos de musgo, y con epífitas y los bosques semiabiertos adyacentes y también los bosques semisecos y bosques altamente degradados, entre los 1200 y 3100 m de altitud.

## Descripción
Mide entre 19 y 22 cm de longitud, y pesa entre 28 y 35,5 g. Tiene las partes inferiores, la cabeza, cuello y espalda de color pardo oliváceo con el píleo punteado y finas vetas claras en el resto de la cabeza que se extienden hasta la parte superior de la espalda por detrás y el vientres por delante. Tiene las alas, el obispillo y la cola de color castaño. Su pico es estrecho y ligeramente curvado hacia abajo. Los juveniles son de tonos más apagados y con menos moteados.
Se parece mucho al trepatroncos cabecirrayado (Lepidocolaptes souleyetii), aunque el trepatroncos coronipunteado es mayor, está menos veteado, tiene motas en lugar de listas en el píleo y suele encontrarse a altitudes más altas.

## Comportamiento
Se alimenta de insectos y arañas, que atrapa trepando por los troncos y sacándolos de entre la corteza y el musgo. Generalmente se encuentran solos o en parejas, aunque a menudo se une a bandadas mixtas de alimentación.
Construye sus nidos en cavidades de los troncos de los árboles que se encuentran entre los 0,6 y 8 m de altura cuyo interior forra con hojas. Las puestas consisten normalmente en dos huevos blancos.

## Sistemática

### Descripción original
La especie L. affinis fue descrita por primera vez por el naturalista francés Frédéric de Lafresnaye en 1839 bajo el nombre científico Dendrocolaptes affinis; su localidad tipo es «México».

### Etimología
El nombre genérico masculino «Lepidocolaptes» se compone de las palabras del griego «λεπις lepis, λεπιδος lepidos»: escama, floco, y «κολαπτης kolaptēs»: picador; significando «picador con escamas»; y el nombre de la especie «affinis», deriva del latín «affinis»: pariente, aliado, vecino.

### Taxonomía
Los análisis filogenéticos indican que aparentemente está hermanada con Lepidocolaptes lacrymiger y L. leucogaster, se los separa con base en diferencias de plumaje y vocalización, a pesar de que las características vocales tienen que ser analizadas más en detalle.
La subespecie L. affinis neglectus, ha sido considerada como especie separada de L. affinis: el trepatroncos coronipunteado sureño Lepidocolaptes neglectus, por Aves del Mundo (HBW) y Birdlife International (BLI), con base en diferencias morfológicas y completamente diferente vocalización. La posible separación ha sido sugerida también con base en análisis moleculares.

### Subespecies
Según las clasificaciones del Congreso Ornitológico Internacional (IOC) y Clements Checklist/eBird v.2017, se reconocen tres subespecies, con su correspondiente distribución geográfica:
- Lepidocolaptes affinis lignicida (Bangs & T.E. Penard, 1919) – noreste de México (centro y sur de Nuevo León, suroeste de Tamaulipas, este de San Luis Potosí).
- Lepidocolaptes affinis affinis (Lafresnaye, 1839) – ambas pendientes del Atlántico y del Pacífico de Mesoamérica desde el este y sur de México (extremo sureste de San Luis Potosí, oeste de Guerrero) hacia el sur hasta Nicaragua.
- Lepidocolaptes affinis neglectus (Ridgway, 1909) -  montañas de Costa Rica y oeste de Panamá (tierras altas de Chiriquí).